# گاریک باندوریان
گاریک آودیسی باندوریان (ارمنی: Գարիկ Ավետիսի Բանդուրյան; زاده ۱۹ مارس ۱۹۲۷ - درگذشته ۱۹۹۸) یک شاعر و مترجم ارمنی بود.

## زندگی‌نامه
در ۱۹ مارس سال ۱۹۲۷ در روستای پاولفسکایا ی سرزمین کراسنودار روسیه متولد شده‌است. در سال ۱۹۴۴ وارد «انستیتوی تئاتر ایروان» شد و پس از پایان دوره انستیتو در شهرهای مختلف اتحاد شوروی به کار پرداخت.
باندوریان در سال‌های ۶۲–۱۹۵۸ با ماهنامه «پیونر» ((به ارمنی: Պիոներ)) همکاری کرده و در سال‌های ۷۰–۱۹۶۳ سردبیر فنی انتشارات «هایاستان» بود.
باندوریان همچنین شعرهای بسیاری از شاعران نامدار معاصر روس را به ارمنی برگردانده و در بیش از پنج کتاب به چاپ رسانده‌است.

## کتابشناسی
مجموعه شعرهای «سرود آبشار» (۱۹۵۹)، «لبخند اشک‌آلود» (۱۹۶۳)، «جان سوزان» (۱۹۶۸) و «زندگی در برابر مرگ» (۱۹۶۹) از این شاعر منشتر شده‌است. تمامی این آثار در شهر ایروان منتشر شده‌است.

## شعری از گاریک آودیسی باندوریان به نام (مغاک تو)
قلب من زنگی بود، قلب تو مغاک
من نمی‌دانستم، نمی‌شناختمت.
تو را دیدم، زنگم را پُر طنین بنواختم
از پژواک‌هایت انگاشتم که صدایم کردی…
من با شادی دیوانه واری به سوی تو آمدم
و در مغاک تو افتادم
در مغاک سیاه تو افتادم.